# Dolmen von Barbehère
Der restaurierte Dolmen von Barbehère (auch Allée couverte von Barbehère oder Bois des Haures genannt) ist eines der wenigen im Medoc, im nordöstlichen Teil von Saint-Germain-d’Esteuil im Département Gironde in Frankreich liegendes oberirdisches Galeriegrab in einem Cairn. Der weitgehend unbeschädigte Dolmen ist eine typische steinzeitliche Megalithanlage aus der Region, die, da oberirdisch errichtet, architektonisch einem Galeriegrab nahe steht.
Die außermittig im Rundhügel liegende Kammer besteht aus sieben unterschiedlich langen Tragsteinen und besaß ursprünglich drei Decksteine. Die Kammer ist jedoch ohne Decksteine erhalten, etwa 6,3 m lang, leicht trapezoid und im Durchschnitt etwa 2,0 m breit. Die beiden seitlichen Zugangsplatten, der kurzen Vorkammer. sind auf der Innenseite bearbeitet worden. Es wurden Spuren von rotem Ocker gefunden, die Reste von Felsmalereien sein könnten, wie sie bei Dolmen im Westen der Iberischen Halbinsel vorkommen.